# Christian Chávez
José Christian Chávez Garza (Reynosa, 7 de agosto de 1983) é um cantor e ator mexicano.
Começou a carreira em Clase 406 (2002), e em seguida foi um dos protagonistas da novela juvenil Rebelde (2004), interpretando Giovanni Mendes Lópes, onde ficou mundialmente conhecido e, posteriormente atuou em Despertar Contigo (2016), Rosario Tijeras, (2018),  Like (2018), La Casa de Las Flores (2020), e La Suerte de Loli (2021). No ano de 2024, o ator estreou a primeira série com temática trans da plataforma de streaming Star+ El Rey de los Machos, dando vida a um dos protagonistas da série, o seu primeiro antagonista em séries, Jerónimo.
Como cantor, fez parte do fenômeno mexicano RBD (2004–2009), que surgiu a partir da novela Rebelde. Após o fim do grupo, o cantor lançou seu primeiro álbum, Almas Transparentes (2010), que gerou três singles. Seu primeiro álbum ao vivo, intitulado Esencial (2012), foi gravado em São Paulo em Brasil. Em outubro de 2018 lançou o EP Conectado exclusivamente ao mercado brasileiro, com participações de Lexa, Li Martins, e Gustavo Mioto.
No dia 20 de Janeiro de 2023, o RBD anunciou retorno para uma tour de reencontro pela América do Norte e latina depois de 15 anos de hiato, na nova formação estão confirmados no elenco do grupo Anahi, Dulce Maria, Maite Perroni, Christopher Von Uckermann e Christian Chávez, sem a presença  do ator Alfonso Herrera.

## Biografia
Christian é filho dos mexicanos Oliva e José Luis. Tem uma irmã mais velha chamada Jazmin, e um irmão mais novo chamado José Luis.

## Carreira artística

### 2002–2003:Clase 406
Desde pequeno já trabalhava como artista ao estrelar um comercial de fraldas. Aos 12 anos entrou para o grupo de canto e teatro de sua escola, aos 16, entrou para o CEA (Centro Educacional e Artístico Televisa), onde teve aulas de atuação e canto.
Sua primeira oportunidade veio quando ele foi aprovado em um teste para integrar o elenco da novela Clase 406 onde viveu o  personagem  Fernando  Lucena  em  que fazia  parte  de  um  grupo musical e era par da personagem de Sara Maldonado.
A banda, lançou três discos, onde Christian cantava o solo "Esta Noche" e os  duetos "Por Tí e "Dos Enamorados" sendo que esse último era um dueto com a Dulce Maria, que acabou se tornando tema da abertura da segunda temporada da novela. A banda  nunca  saiu fora do contexto da novela, por isso quando a novela terminou, a banda também acabou. No ano de 2003, Christian ganhou o Prêmio TVyNovelas na categoria revelação masculina daquele ano.

### 2004–2008:Rebeldee RBD

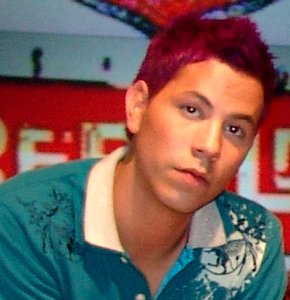
Chávez durante uma coletiva de imprensa em São Paulo, no Brasil, com o RBD. (3 de fevereiro de 2006)

Devido ao seu destaque na novela Clase 406, foi convidado pelo produtor Pedro Damián, para participar da novela Rebelde, - remake da telenovela argentina Rebelde Way - onde alcançou sucesso mundial com o grupo RBD. Foi a maior telenovela juvenil da história da televisão mexicana, com três temporadas e mais de 400 capítulos. O grupo que originalmente não seria 'transportado' para fora da novela, vendeu mais de 25 milhões de discos a nível mundial.
Ao lado de Anahí, Maite Perroni, Dulce María, Alfonso Herrera e Christopher Uckermann, gravou seis discos de estúdio, foram: Rebelde (2004), Nuestro Amor (2005), Celestial (2006), Rebels (2006), Empezar Desde Cero (2007) e Para Olvidarte de Mí (2009), com a discografia, o RBD ganhou diversos discos de ouro, platina e diamante, consagrando-se como o melhor grupo pop latino da década 2000, além de terem sido indicados duas vezes ao Grammy Latino com os discos Nuestro Amor em 2006 e com o disco Empezar Desde Cero em 2008.
Chávez foi o integrante masculino do grupo que teve mais canções solos: Una Canción no álbum Nuestro Amor. Quisiera Ser no álbum Celestial / I Wanna Be The Rain (versão em inglês de Quiseira Ser) no Rebels. Tu Amor,  no no mesmo álbum (Rebels). Llueve En Mi Corazón e A La Orilla no Empezar Desde Cero. Ao todo são cinco solos, no grupo em geral fica atrás de Anahí e Dulce María (ambas com oito).
Em 15 de agosto de 2008, após quatro anos de êxito, o grupo RBD anuncia sua separação e realiza uma turnê mundial de despedida chamada Tour del Adiós, que passa por toda América Latina, Europa e Estados Unidos.

### 2009–2010:Almas Transparentes
Em dezembro de 2008, após a dissolução do grupo RBD, Christian ficou quase um ano preparando o seu primeiro álbum de estúdio solo. O cantor teve contrato exclusivo com a gravadora EMI Music. Contrato que foi feito depois de muito estudo e negociação, visto que também ele era o desejo da gravadora Sony BMG Music Entertainment. Depois de confirmado, em 2009, o contrato de Christian Chávez com a EMI Music foi considerado o mais importante da gravadora.
O primeiro álbum, Almas Transparentes, lançado em 23 de março de 2010. O disco foi gravado na Itália, e remixado em Londres. O mesmo contém 10 faixas e segundo o próprio cantor é um disco que fala sobre o amor, desamor e amizade, sempre sobre um ponto de vista positivo. Christian é autor de 4 faixas, sendo 2 co-autorias com Samo, do grupo mexicano Camila. Nesse mesmo ano, Chávez fez uma participação em um episódio da série "Hermanos y Detectives", adaptação mexicana de uma série argentina.
Depois de promocionar o disco por diversos países, Christian deu início, no Brasil, à Libertad World Tour onde fez shows em São Paulo e Rio de Janeiro. A turnê também passou pelos Estados Unidos, Europa, Ásia e por toda a América Latina. Em 2010 participou dos American Music Awards de 2010, como repórter internacional para América Latina e Espanha. Christian se apresentou no tapete vermelho junto com a cantora Agnes Monica, representante da Indonésia, a música "¿En Dónde Estás?" que foi dividida em três partes: espanhol, inglês e indonésio e levou o nome de "¿En Dónde Estás?/Kau Dimana/Where Did You Go". A música foi lançada no iTunes em fevereiro de 2011 e Christian foi para a Indonésia e Agnes para os Estados Unidospara, juntos, promocionarem a música.  Ainda em 2010, Christian é eleito um das 50 personalidades mais belas do ano pela revista espanhola People en Español.

### 2011–2012:Esencial e Fixing Paco
No início de 2011, começou mudando do México, por ter dupla nacionalidade (a mexicana e a estadunidense), Chávez não encontrou grandes problemas jurídicos para se mudar de vez para a cidade de Los Angeles nos Estados Unidos, onde, segundo ele, seria mais fácil divulgar a sua música. Posteriormente fez um dueto com a cantora mexicana Anahí, na canção "Libertad", que em apenas três dias após o lançamento, o clipe já havia ultrapassado a marca de um milhão de visualizações no YouTube. O vídeo musical ainda foi eleito o vídeo do ano na edição de 2011 dos prêmios People en Español. O clipe também foi eleito pela revista Billboard como um dos 25 grandes momentos LGBT da música. A revista australiana Mate classificou Christian como uma dos 500 gays mais importantes da história, ocupando a posição 242°.
O ano de 2012 foi de extrema importância para o cantor. Em janeiro Christian veio ao Brasil para gravar em São Paulo seu primeiro DVD solo, intitulado Esencial, o DVD foi gravado ao vivo no Carioca Club e conta com participações especiais como a cantora Agnes Monica, da banda Cine e uma passista de escola de samba. No mês de junho o cantor veio ao Brasil para finalmente divulgar seu DVD Esencial, gravado em janeiro. Christian retirou a canção "Sacrilegio" do DVD para lançar como single de divulgação do novo trabalho discográfico e logrou êxito, também fez shows em São Paulo, Recife, Salvador, Fortaleza, Belo Horizonte, Rio de Janeiro, Porto Alegre, Goiânia e Brasília. Além dos shows, Christian também participou da Parada Gay de São Paulo, onde desfilou no trio elétrico "Disponível.com". No mesmo ano, Christian participou da série de televisão "Fixing Paco", com o personagem Daniel. A série ganhou o um prêmio People's Telly Award for Internet/Online Programs, Segments, or Promotional Pieces - Program or Webisode.

### 2013–2014:Reality Shows e Teatro
No dia 26 de fevereiro de 2013, Christian lançou seu mais novo single, "Mas Vale Tarde Que Nunca" no seu canal oficial do YouTube, um dueto com a cantora mexicana Ana Victoria, consequentemente, lançando em plataformas digitais, não obtendo muito êxito em relação ao seu último single, "Sacrilegio".
No ano de 2014, Christian volta a televisão, dessa vez em um reality show culinário produzido pelo canal Telemundo chamado Top Chef Estrellas. Christian foi o primeiro eliminado do programa, perdendo o prêmio final em dinheiro que seria doado para uma instituição de caridade. Ainda no ano de 2014, Christian voltou ao teatro, participando novamente do musical Hoy No Me Puedo Levantar onde deu vida mais uma vez ao personagem Colate.
Após a sua participação no teatro, Christian assinou contrato com a Endemol e com o SBT e veio ao Brasil para fazer parte do programa Esse Artista Sou Eu, a atração, que foi apresentada por Márcio Ballas, onde oito celebridades tinham de incorporar um grande artista, Christian permaneceu no programa até o final e ficou em terceiro lugar.

### 2015–2016:Marta Tiene Un Marcapasos, Despertar Contigo e Entropía de Un Hombre Ordinario
Já em 2015, de volta ao México, Chávez foi convidado para participar da peça de Teatro Doggie, que fez sua estreia no dia 21 de maio e ficou em cartaz até o dia 28 de junho no Teatro En Corto na Cidade do México. A peça foi um suspense e o personagem de Christian se chamava Whilmer, Christian foi o protagonista.
Logo após o fim da peça, Christian lançou no dia 4 de novembro de 2015 com exclusividade para a People en Español a canção "¿Dónde Quedo Yo?" que é um dueto com a cantora mexicana Jass Reyes, posteriormente, lançou o lyric vídeo no dia seguinte, também com exclusividade para a People en Español e logo após no seu canal do YouTube.
Em dezembro de 2015 lançou um novo curta-metragem chamado Entropía de un Hombre Ordinario onde foi o protagonista e seu personagem se chamava Isaac. O curta foi lançado no México no dia 8 de dezembro. Christian buscou no ano de 2015 consolidar sua carreira como ator, não abandonando a música, mas focado em novos projetos.
Christian também fez casting para musicais no início de 2016 e conseguiu passar para formar parte do elenco principal do musical Marta Tiene Un Marcapasos. No dia 7 de abril foi apresentado a imprensa mexicana todo o elenco do musical, produzido pela banda Hombres G, com direção de Gerardo Quiroz, que estreou no dia 13 de maio deste ano. Já no dia 20 de maio, poucos dias após a estreia, o musical do qual Christian é protagonista ganhou a certificação La Luminaria De Oro dado as apostas teatrais em cartaz. O musical permaneceu com a presença de Christian no elenco até o dia 31 de julho. No dia 30 de junho, Chávez ganhou o certificado Micrófono de Ouro pela Asociación Nacional de Locutores de México, reconhecimento dado por sua carreira musical.
Já no início do ano de 2016, Christian foi confirmado em um novo projeto de Pedro Damián, o mesmo criador de novelas como Rebelde e Clase 406 que Christian já trabalhou, fazendo assim com que marque o retorno do ator aos melodramas mexicanos, a telenovela juvenil é uma comédia romântica com o título de Despertar Contigo, e o personagem de Christian se chama Cristian,  lançada no dia 8 de agosto ficando no ar ate o fim de janeiro de 2017 pelo canal Las Estrellas.
No final de setembro foi anunciado que Christian voltaria a atuar no musical Marta Tiene Un Marcapasos, onde sairia em turnê pelo México, sua estreia aconteceu no dia 15 de outubro na cidade de Acapulco. Já no dia 10 de novembro, Christian participou da premiação Arlequin na Cidade do México onde também recebeu seu troféu em reconhecimento a sua trajetória artística finalizando suas atividades artísticas naquele ano.

### 2017–2018:Rosario Tijeras e Like
No dia 24 de janeiro de 2017, Christian Chávez anunciou em suas redes sociais o lançamento do tão aguardado novo single "Tóxico", com exclusividade para a People en Español para o dia 27 de janeiro, a canção obteve bom resultado comercial no Brasil, alcançando o 2° lugar no iTunes na categoria pop e 5° lugar de pico na categoria geral e na Guatemala o single entrou no top 5 geral do iTunes. O vídeo traz a participação de Natalia Téllez, da qual já trabalharam juntos em Rebelde, também, além de serem amigos pessoais. O clipe foi gravado na Cidade do México, no bairro Roma, um bairro boêmio da capital azteca, com direção de JP Cuarón, que já trabalhou com estrelas como Farruko.

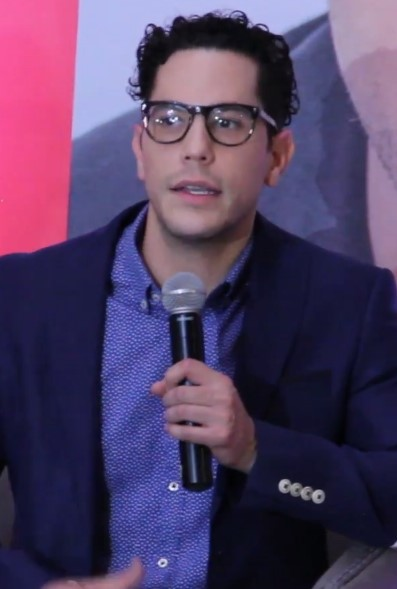
Chávez em 2017

No dia 3 de fevereiro, Christian ganhou o prêmio Luminaria de Oro dado por seus 15 anos de carreira, a certificação de ouro é dada para artistas mexicanos com uma longa carreira no mundo das artes ou música, também fica exposta na Plaza de Las Estrellas as mãos do artista gravadas em cimento e exposta na galeria do evento.
No dia 4 de setembro, Chávez anunciou em seu Instagram que começaria a gravar seu novo projeto, a série de época La Bandida produzida pela TV Azteca e co-produzida pela Sony com transmissão pela Amazon Prime, seu personagem se chama Samuel. Já no início de dezembro, Chávez inicia as gravações de mais um novo projeto, dessa vez ele entra para série Rosario Tijeras sendo a versão mexicana da série colombiana de mesmo nome, produzida em 2010 pelo RCN. É dirigida por Chava Cartas e a produção está a cargo da TV Azteca e Sony Pictures Television. A série conta a história de uma assassina de aluguel de um dos bairros mais pobres e perigosos da Cidade do México. Seu personagem se chama Mateo (Guarro) e é um policial.
No dia 19 de fevereiro de 2018 em São Paulo, Pedro Damián confirmou a participação de Christian na sua nova novela intitulada de Like que estreou em setembro, o personagem de Chávez se chama Gabo e é um professor da escola interna da série. No início de abril, Christian foi convidado para participar do filme mexicano En las Buenas y en Las Malas, seu personagem se chama Alberto.
No dia 25 de setembro de 2018, Christian lançou no iTunes o single promocional "El Ladrón" como o primeiro do Extended play (EP) Conectado exclusivo para o Brasil – a música atingiu o 1º lugar na categoria música pop. Logo em seguida no dia 6 de outubro, lançou o segundo single “Quédate”, com participação do cantor Gustavo Mioto, também atingindo o 1º lugar do iTunes Brasil na categoria pop. Já no dia 10 de outubro, finalmente lançou o extended play que leva o título de Conectado, com participações de Li Martins (Rouge), Lexa e Gustavo Mioto, atingindo o 3º lugar do Itunes Brasil na categoria geral de álbuns. No dia 13 de outubro, Christian fez um show em São Paulo para lançar o disco, tendo como convidada especial a cantora brasileira Lexa.

### 2019:La casa de las floreseRun Coyote Run
Em 15 de março de 2019, o filme En Las Buenas y En Las Malas estreou nos cinemas mexicanos, onde Christian interpretou Alberto.
Em julho de 2019, começou a gravar a 3.ª temporada da telessérie La casa de las flores da Netflix, vivendo o personagem Pato. A última temporada estreou-se em 23 de abril, e alcançou vários top 10 pelo mundo todo. Pato se tornou um dos destaques da temporada e ganhou a aceitação de grande parte do público.
Em 20 de fevereiro, Christian anunciou que estava gravando a 3.ª temporada da série Run Coyote Run, da Fox, dando vida ao personagem Jacob. A série é uma comédia, aventura e ação, criada, dirigida e escrita por Gustavo Loza. Baseada na fronteira entre o México e os Estados Unidos, o enredo mostra as travessias clandestinas dos imigrantes latinos em busca do "sonho americano". A terceira temporada foi ao ar em 29 de junho de 2020.
Chávez também fez uma participação especial como ele mesmo na série mexicana Cómo Sobrevivir Soltero, da Amazon Prime, que estreou em 26 de junho.

### 2020–presente:Madre sólo hay dose reunião de RBD
Em 30 de setembro de 2020, o grupo RBD anunciou um concerto virtual em que constariam presentes somente quatro dos seis integrantes originais: Anahí, Christian, Christopher e Maite. Em apenas 24 horas após o ínicio das vendas, o show vendeu mais de 100 mil ingressos. Alfonso e Dulce María optaram por não participar devido a questões pessoais.
Em 17 de novembro, o grupo RBD lança o single "Siempre He Estado Aquí" nas plataformas digitais, o primeiro em onze anos. No dia 26 de dezembro, o grupo realiza a apresentação virtual Ser O Parecer: The Global Virtual Union, sendo vista por 1,5 milhão de pessoas nas primeiras 12 horas. O álbum ao vivo do concerto Ser O Parecer: The Global Virtual Union, que leva o mesmo nome, foi lançado em 10 de junho de 2021 pela gravadora Universal Music nas plataformas digitais.
Em 2021, estreou a série mexicana Mão Só Tem Duas, da Netflix, onde interpretou o personagem Manolo. A série tinha a estreia prevista para 2020, mas teve de ser adiada por conta da pandemia de COVID-19.
Em 19 de janeiro de 2023, Chávez – junto com Anahí, Dulce María, Maite Perroni e Christopher von Uckermann – publicou em suas redes sociais um comunicado informando que realizará uma turnê de reencontro e despedida oficial do grupo RBD, intitulada Soy Rebelde Tour. Para promocionar a turnê, foi lançado o single "Cerquita de Ti". A digressão teve inicio em 25 de agosto de 2023 nos Estados Unidos, passando pela Colômbia, Brasil e sendo finalizada em 21 de dezembro do mesmo ano no México. Tornou-se a segunda turnê de maior bilheteria de todos os tempos por um artista latino e a turnê latina de maior bilheteria de 2023 com um faturamento de 230 milhões de dólares.

## Vida pessoal
Christian é não-binário. Em 2005, o cantor se casou com o William John Murphy no Canadá. A união só veio a público em 2007. O divórcio oficial ocorreu no início de 2009.
Em 30 de maio de 2013, Christian foi preso nos Estados Unidos, acusado de violência doméstica contra o namorado Benjamin Stewart-Kruger, com quem vivia há mais de um ano em Beverly Hills, na cidade de Los Angeles. O casal teve uma severa discussão e acabaram partindo para a agressão física. Os dois foram levados por uma viatura e foram presos. Em participação no programa estadunidense Despierta América do canal Univision, Christian cantou a música inédita "Buenas Noches" que era uma espécie de recado de superação após o final conturbado do namoro dele com Ben Kruger.
Em outubro de 2013, Christian tentou suicídio após uma crise emocional e pessoal em que afirmou em entrevista que ficou muito triste ao perder um grande contrato, devido as polêmicas recorrentes em sua vida anteriormente, postando fotos deitado no chão e com os pulsos cortados no Twitter. Sua amiga pessoal, a atriz e cantora mexicana Anahí, foi a primeira a chegar a sua casa para lhe salvar. Logo após o episódio, Christian foi internado em uma clínica de reabilitação emocional e através do ator Alfonso Herrera, entrou para o Kabbalah, onde buscou paz espiritual e a superar suas dificuldades pessoais.
Christian namorava desde 2018 com o maquiador holandês Maico Kemper. Porém, em 2020, terminaram a relação de modo polêmico, em que Kemper acusa o cantor de o haver agredido fisicamente com uma garrafa. Christian se pronunciou por meio de suas redes sociais oficiais, citando que não poderia falar abertamente do tema sem uma análise prévia de seus advogados, mas também agindo em defesa de sua pessoa, desmentindo as declarações de Maico.

## Imagem pública

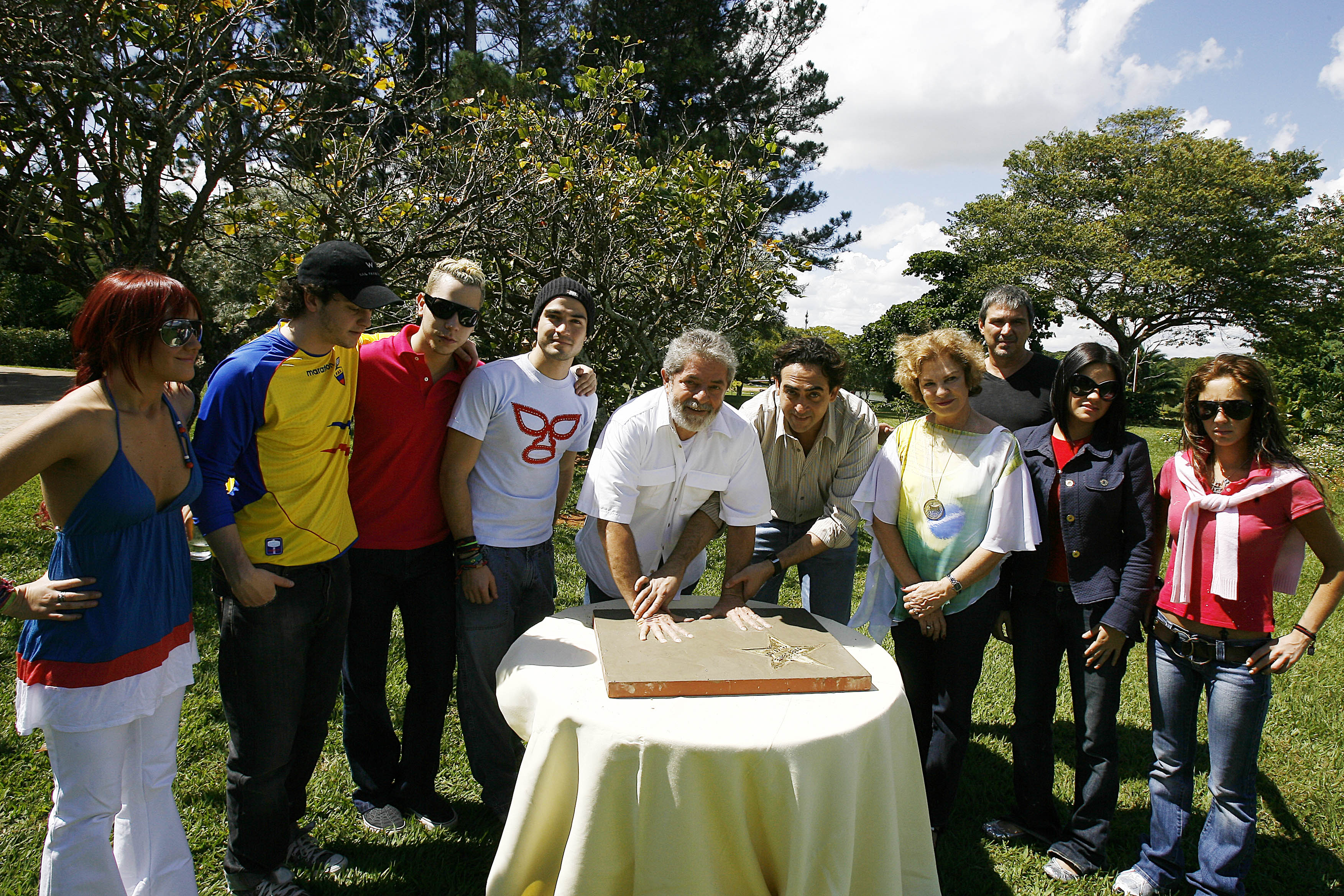
Christian Chavez ainda com o RBD, juntos ao então presidente do Brasil, Lula.

Desde 2009, Christian está envolvido em campanhas contra a homofobia e de prevenção à AIDS. Em fevereiro de 2010, foi convidado a participar do videoclipe da canção "Somos El Mundo", juntamente aos artistas mais consagrados do México, como Lucero e Thalía, em prol das vítimas do terremoto ocorrido no Haiti naquele ano.
Em março de 2010, foi convidado a participar da gravação da música "Que cante la vida", em prol das vítimas do terremoto ocorrido no Chile. Em julho de 2010, deu uma gravata usada na gravação da novela Rebelde para que fosse leiloada e o dinheiro revertido às vitimas de um furacão no México. Também foi convidado pelo St. Jude Children's Research Hospital para visitar o hospital, pedido que foi imediatamente aceito pelo cantor no início de 2011. Após a visita, afirmou ter ficado emocionado em como as crianças são tratadas no hospital, e pediu os fãs que ajudassem.
Christian sempre pediu aos fã-clubes que ajudassem instituições de caridade, vítimas de desastres naturais, e que em vez de lhe darem presentes, que levassem brinquedos a crianças carentes. Em dezembro, em parceria com um fã-clube da Cidade do México, Christian visitou um orfanato e ofereceu uma festa de natal, onde doou todos os presentes de fãs às crianças carentes.
Em novembro de 2015, Christian Chávez recebeu pelo Senado da Califórnia e Unidos Pela música o reconhecimento como humanitário do ano de 2015.

## Filmografia
| Ano       | Título                         | Personagem                   | Notas          |
| --------- | ------------------------------ | ---------------------------- | -------------- |
| 2002–2003 | Clase 406                      | Fernando "Fercho" Lucena     | Protagonista   |
| 2004–2006 | Rebelde                        | Juan "Giovanni" Méndez López | Protagonista   |
| 2007      | Lola, Érase Una Vez            | Ele mesmo                    | Participação   |
| 2009      | Hasta Que El Dinero Nos Separe | Sergio                       | Participação   |
| 2016      | Despertar Contigo              | Cristian Leal                | Coantagonista  |
| 2018      | Like, La Leyenda               | Gabriel Rey                  | Coprotagonista |
| 2021      | La Suerte de Loli              | Matías Fonseca               | Coprotagonista |

| Ano       | Título                   | Personagem                | Notas                                                                 |
| --------- | ------------------------ | ------------------------- | --------------------------------------------------------------------- |
| 2007      | RBD: La Familia          | Chris                     | Protagonista                                                          |
| 2009      | Hermanos y Detectives    | Sebastían                 | Participação                                                          |
| 2012      | Componiendo a Paco       | Daniel                    | Protagonista                                                          |
| 2018      | Rosario Tijeras          | Mateo Pietro              | 2 ª temporada/Coadjuvante                                             |
| 2019      | La Bandida               | Samuel Hernández          | Coadjuvante                                                           |
| 2020      | La Casa de Las Flores    | Patricio "Pato" Lascuráin | 2 ª temporada/Coadjuvante                                             |
| 2020      | Run Coyote Run           | Jacob                     | 3ª temporada/Participação                                             |
| 2020      | Como Sobrevivir Solteiro | Ele mesmo                 | Episódio 2: "El Templo de Las Sonrisas"                               |
| 2021–2022 | Mãe Só Tem Duas          | Manolo                    | Coadjuvante                                                           |
| 2023      | Cualquier Parecido       | Tona                      | Ep. 4: "Rodrigo y el divorcio", Ep. 5: "El Tuluminati y la Ayahusca". |
| 2024      | El Rey de los Machos     | Jerónimo                  | Antagonista                                                           |

| Ano  | Título                       | Função                       | Notas                             |
| ---- | ---------------------------- | ---------------------------- | --------------------------------- |
| 2004 | La guerra de los sexos       | Participante                 | Ganhador                          |
| 2005 | La energía de Sonric'slandia | Giovanni Méndez López        | 2 episódios                       |
| 2011 | Estrellas Hoy                | Apresentador                 |                                   |
| 2014 | Top Chef Estrellas           | Ele Mesmo                    | 1 ª temporada/ 1° Eliminado       |
| 2014 | Esse Artista Sou Eu          | Ele Mesmo                    | 3° lugar                          |
| 2019 | La Más Draga                 | Mentor                       | 2 ª temporada/Episódio: "Villana" |
| 2020 | ¿Quién Es La Máscara?        | Pantera                      | Participante, 2 episódios         |
| 2023 | Drag Race México             | Ele mesmo / jurado convidado | 1 episódio                        |

| Ano  | Título                              | Personagem     |
| ---- | ----------------------------------- | -------------- |
| 2015 | Entropía de un Hombre Ordinario     | Isaac          |
| 2017 | Los Retratos de Simone              | Leo            |
| 2019 | En Las Buenas y En Las Malas        | Alberto Guerra |
| 2021 | La Casa de Las Flores - La Película | Pato           |
| 2023 | Papá o Mamá                         | Tomás          |

## Teatro
| Título                     | Ano  | Personagem |
| -------------------------- | ---- | ---------- |
| Hoy No Me Puedo Levantar   | 2007 | Colate     |
| Avenida Q                  | 2008 | Rodrigo    |
| Knock Knock... Brains      | 2011 | Ben        |
| Hoy No Me Puedo Levantar   | 2014 | Colate     |
| Doggie                     | 2015 | Whilmer    |
| Marta Tiene un Marcapasos  | 2016 | Poncho     |
| Conejo Blanco, Conejo Rojo | 2020 | Ele mesmo  |
| Mentridrags                | 2024 | Emmanuel   |

## Discografia
| Álbuns de estúdio - Almas Transparentes (2010) Extended play (EP) - Libertad (2011) - Esencial EP (2012) - Conectado (2018) Álbuns ao vivo - Esencial (2012) | Singles - "¿En Dónde Estás?" (2010) - "Almas Transparentes" (2010) - "Mesmo Sem Ti" (2011) - "Libertad" (com Anahí) (2011) - "Sacrilegio" (2012) - "Mas Vale Tarde Que Nunca" (com Ana Victoria) (2012) - "¿Dónde Quedo Yo?" (com Jass Reyes) (2015) - "Tóxico" (2017) - "El Ladrón" (2018) - "Quédate" (com Gustavo Mioto) (2018) - "Conectar" (com Lexa) (2018) - "Celos" (2020) - "Dejame Amarte" (com Cecilia de la Cueva) (2020) - "Que Sí Que No" (com Grag Queen) (2022) - "Terremotos" (com Alan Estrada) (2023) |

## Turnês
| Ano     | Título                     |
| ------- | -------------------------- |
| 2009–10 | Christian Pocket Show      |
| 2010–11 | Libertad World Tour        |
| 2012–13 | Esencial Tour              |
| 2017    | Christian Chávez Intimates |

## Prêmios e indicações
| Ano  | Premiação                     | Categoria                     | Trabalho                     |          |
| ---- | ----------------------------- | ----------------------------- | ---------------------------- | -------- |
| 2003 | Prêmio TVyNovelas             | Revelação Masculina           | Christian Chávez             | Venceu   |
| 2010 | Premios Orgullosamente Latino | Cantor Latino do Ano          | Christian Chávez             | Indicado |
| 2010 | People en Español             | Melhor Cantor, Grupo ou Dueto | Christian Chávez             | Indicado |
| 2011 | People en Español             | Melhor Cantor, Grupo ou Dueto | Christian Chávez (com Anahí) | Venceu   |
| 2011 | People en Español             | Video do Ano                  | "Libertad"                   | Venceu   |
| 2011 | Premios Top TVZ               | Trofeo TVZ                    | Christian Chávez             | Venceu   |
| 2011 | GLAAD Media Awards            | Artista Latino mais Destacado | Christian Chávez             | Venceu   |
| 2016 | Premio Arlequín               | Trajetória Artistica          | Christian Chavez             | Venceu   |